# Economia da complexidade
A expressão Economia da Complexidade refere-se à interpretação do fenônemo econômico utilizando-se conceitos oriundos da teoria de sistemas complexos adaptativos.
A teoria de sistemas complexos adaptativos combina elementos de teoria do caos e teoria da computação, sendo considerada um subcampo dentro do estudo de sistemas dinâmicos não lineares.
Um dos principais aspectos dessa abordagem é considerar a economia como um sistema evolutivo e que portanto pode ser modelado convenientemente por um algoritmo genético onde os parâmetros descritivos são:
- Agentes: Os agentes podem ser indivíduos ou firmas. Estes agentes tomam decisões baseados em uma "racionalidade limitada" (bounded rationality) em oposição à racionalidade perfeita da abordagem marginalista. Cada agente opera segundo um algoritmo proprio tomando decisões com base nos dados armazenados em sua memória e nas informações que recebe dos outros agentes. Essa rede de agentes passa então a operar como um celular automata .
- Genoma: Cada agente econômico possui um código genético ou genoma composto por um certo número de alelos ou características modulares. Eric Beinhocker adota o plano de negócios como o genoma das firmas e suas diversas partes (marketing, operações, finanças, recursos humanos) como sendo o equivalente aos alelos.
- Função-objetivo (fitness function): é uma função que recebe um conjunto de valores como entrada e retorna um resultado numérico que permite a comparação com o resultado dos demais agentes. Os valores de entrada resultam direta ou indiretamente dos alelos que compõe o genoma do agente. Os agentes com melhor resultado da função de objetivo crescem e replicam suas praticas (alelos) em outras firmas. Ao longo do tempo (gerações ou iterações) os alelos que conferem melhor resultado disseminam-se na população de agentes. mudanças nos alelos são resultado de inovações tecnológicas, de tal modo que a competitividade de um agente econômico dependeria da sua trajetoria evolutiva (path dependence).
A Economia da Complexidade fornece modelos com boa aderência à realidade para fenômenos como crescimento econômico, ciclos de mercado, distribuição de renda, inovação tecnológica e o surgimento de análise técnica. Até o momento porém seu caráter é mais explicativo que preditivo. Como a modelagem é baseada em heurísticas ao invés de sistemas lineares, torna-se difícil construir modelos com funções objetivo abrangentes e, mesmo que isso seja feito, o caráter caótico do sistema cria uma limitação no sentido da predição

## Ligações Externas
Harvard University/Growth Lab: Atlas da economia da complexidade 